# Большое Бисярино
 Большое Бисярино (тат. Олы Бисәр, чув. Хупкӗпер) — село в Тетюшском районе Татарстана. Входит в состав Льяшевского сельского поселения.

## География
Находится в юго-западной части Татарстана на расстоянии приблизительно 11 км на северо-запад по прямой от районного центра города Тетюши у речки Бисярка.

## История
Образовано в XVII веке служилыми чувашами.

## Население
Постоянных жителей насчитывалось в 1782—170, в 1859—470, в 1897—894, в 1908—1006, в 1926—930, в 1958—589, в 1970—545, в 1979—445, в 1989—333. Постоянное население составляло 285 человек (чуваши 97 %) в 2002 году, 257 в 2010.